# Lecanora farinacea
Lecanora farinacea är en lavart som beskrevs av Fée. Lecanora farinacea ingår i släktet Lecanora och familjen Lecanoraceae.   Inga underarter finns listade i Catalogue of Life.